# Sun Cruise Resort & Yacht
Sun Cruise Resort & Yacht — готель у місті Чондончжін (Jeongdongjin) провінції Канвондо, Республіка Корея.
Цей тематичний готель в стилі круїзного лайнера класу Royal Caribbean International, що розташований на суші. Має 165 метрів (541 футів) в довжину і 45 метрів (148 футів) у висоту, вагою понад 30 тис. т, вважається першим у своєму роді.
Побудований на вершині кручі, готель височить над морем і створюється враження, що корабель сів на мілину. Ілюзія подорожі по відкритому морю створюється навколишніми ландшафтами і звуковими ефектами: з кают відкриваються мальовничі краєвиди на узбережжя Японського моря, а засипати можна під шум хвиль. Створивши даний готельний комплекс, який став визначною пам'яткою, місто придбало додаткову популярність у країні і світі.
В готелі є 211 номерів, включаючи апартаменти; є шість ресторанів (Sun Cruise Bakery, Небесний салон, Корейський ресторан, Західний ресторан, Снековий будинок), де подають страви корейської та європейської кухні, і бар, що обертається на верхньому поверсі, та надає відвідувачам панорамний вид на горизонт. Працю нічний клуб. У спортивні споруди входять поле для гольфу, волейбольний майданчик і фітнес-клуб. Також є караоке-бар і басейн з морською водою. Поряд з готелем розташований парк з ландшафтним садом, оглядовим майданчиком над морем з прозорою підлогою, виставковим залом та озером.